# والنتین پاولوف
والنتین پاولوف (روسی: Валентин Серге́евич Павлов؛ ۲۷ سپتامبر ۱۹۳۷ – ۳۰ مارس ۲۰۰۳) یک سیاست‌مدار اهل اتحاد جماهیر شوروی سوسیالیستی بود.
وی همچنین برنده جوایزی همچون نشان لنین شده است.